# Pedro Miranda (futbolista)
Pedro Miranda Mendoza (Piura, 7 de noviembre de 1981) es un exfutbolista y entrenador peruano. Jugaba de delantero y tiene 43 años.

## Trayectoria
Debutó en el Estudiantes de Medicina de Ica donde fue subcampeón del Torneo Clausura 2001. Luego pasó por Atlético Grau, Universidad Técnica de Cajamarca, el 2008. A los 27 años tuvo un accidente de moto que lo obligaría a retirarse un año después de su paso por el León de Huánuco. Este 2012 se enroló a las filas del Deportivo Bellavista (Bellavista, Jaén) y acabaría en el club Sport Victoria.

## Clubes
| Club                    | País | Año       |
| ----------------------- | ---- | --------- |
| Estudiantes de Medicina | Perú | 2001-2002 |
| Atlético Grau           | Perú | 2003      |
| Alfonso Ugarte (Ica)    | Perú | 2004      |
| Olimpia                 | Perú | 2005      |
| Juan Aurich             | Perú | 2006      |
| UTC                     | Perú | 2007      |
| Sport Huamanga          | Perú | 2008      |
| León de Huánuco         | Perú | 2009-2010 |
| UTC                     | Perú | 2011      |
| Deportivo Bellavista    | Perú | 2012      |
| Defensor San Alejandro  | Perú | 2012      |
| Sport Victoria          | Perú | 2013      |

## Palmarés
| Título    | Club            | País | Año  |
| --------- | --------------- | ---- | ---- |
| Copa Perú | León de Huánuco | Perú | 2009 |